# Comitê de Supervisão Bancária de Basileia

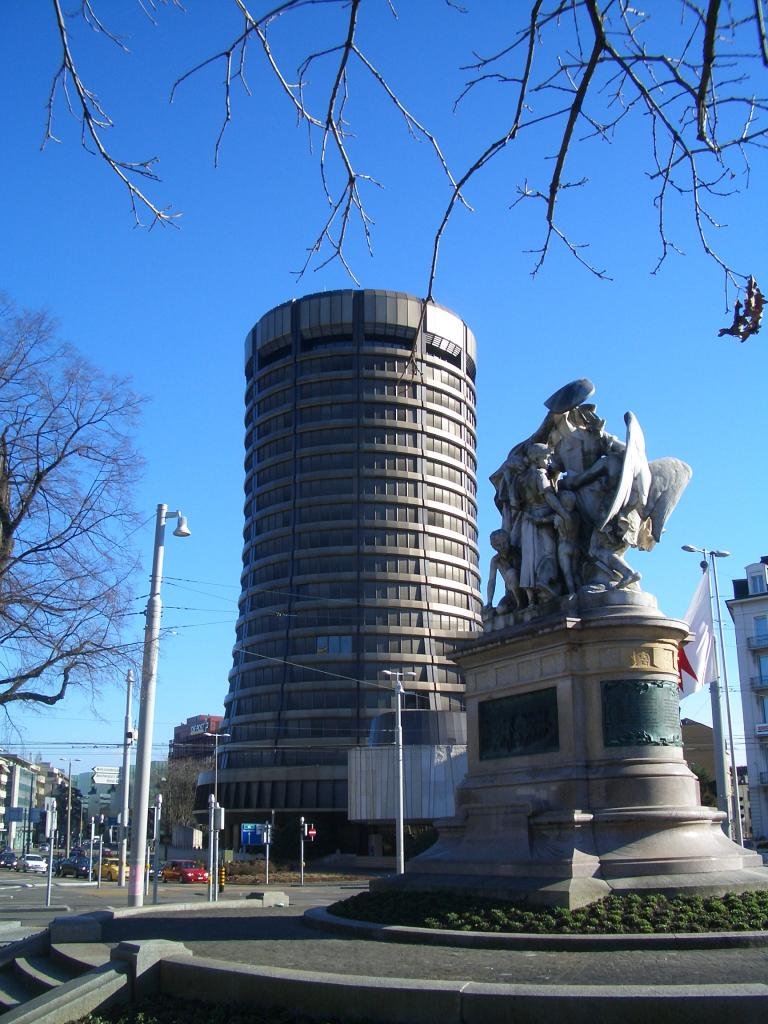
Prédio do BIS, onde esta localizado a Secretaria do Comitê

O Comitê de Supervisão Bancária da Basileia (BCBS, sigla de Basel Committee on Banking Supervision em inglês) é uma organização que congrega autoridades de supervisão bancária, visando a fortalecer a solidez dos sistemas financeiros. O Comité emitiu importantes recomendações sobre a questão do branqueamento de capitais.
Ele foi estabelecido em 1974 pelos presidentes dos bancos centrais dos países do Grupo dos Dez (G-10). Normalmente se reúne no Banco de Compensações Internacionais, na cidade de Basileia, Suíça, onde se localiza sua secretaria permanente.
Nesse comitê, são discutidas questões relacionadas à indústria bancária, visando estabelecer padrões de conduta, melhorar a qualidade da supervisão bancária e fortalecer a solidez e segurança do sistema bancário internacional.
A primeira reunião do Comitê de Basileia ocorreu em fevereiro de 1975, sendo que a partir de 1981, os resultados das reuniões começaram a ser publicados anualmente, por meio de relatórios sobre os avanços ocorridos na supervisão bancária. Ainda em 1975, foi elaborado o documento intitulado "Concordat", que visava estabelecer diretrizes para o desenvolvimento dos trabalhos do Comitê e instituiu dois princípios, que todo estabelecimento bancário no exterior deveria ser supervisionado e a supervisão deveria ser adequada.
Desde seu surgimento, o BCBS constituiu-se em um fórum de discussão para o melhoramento das práticas de supervisão bancária, buscando aperfeiçoar as ferramentas de fiscalização internacionalmente. Apesar de não ter autoridade para fazer cumprir suas recomendações, a maioria dos países, membros ou não, tendem a implementar as políticas ditadas pelo Comitê.
O Comitê de Basileia é constituído por representantes de autoridades de supervisão bancária dos bancos centrais de 27 países, entre os quais: África do Sul, Argentina, Austrália, Bélgica, Brasil, Canadá, Coreia do Sul, República Popular da China, França, Alemanha, Hong Kong, Índia, Indonésia, Itália, Japão, México, Países Baixos, Rússia, Arábia Saudita, Singapura, Suécia, Suíça, Turquia, Reino Unido e Estados Unidos, além de Luxemburgo e Espanha, que não são membros do G-10.